# An-188
An-188 (ukr. Ан-188)  – projektowany, ukraińsko-turecki samolot transportowy powstający na bazie maszyny An-70.

## Historia
Decyzja o wspólnej ukraińsko-tureckiej budowie nowego samolotu transportowego, oficjalnie zapadała podczas odbywających się w Antalii w dniach 25-29 kwietnia 2018 roku pokazach lotniczych Eurasia Airshow. Nowa maszyna ma powstać na bazie płatowca An-70. Napęd, w odróżnieniu od oryginału maja stanowić cztery silniki turbowentylatorowe. Samolot ma w pełni spełniać standardy NATO. W tym celu postradzieckie systemy awioniki, w które wyposażony jest An-70, mają zostać zastąpione układami produkcji zachodniej, zapewniającymi pełna kompatybilność z samolotami państw północnoatlantyckiego sojuszu. Projektanci przewidują ładowność rzędu 50 ton, możliwość transportu ładunków na paletach lub w kontenerach oraz 300 żołnierzy mających do dyspozycji około 400 m³ przestrzeni ładunkowej. An-188 ma być samolotem zdolnym do krótkiego startu i lądowania (STOL). Maszyna ma być zdolna do operowania z lotnisk o nieutwardzonej nawierzchni i lądowania na pasie o długości w granicach 600-800 metrów (w zależności od masy przenoszonego na pokładzie ładunku). Wstępnie planowana jest budowa trzech wersji samolotu różniących się zastosowanym napędem. Pierwsza z nich, An-188-100 ma być wyposażona w cztery silniki Iwczenko-Progress D-436-148FM, stosowane również w samolotach pasażerskich An-148 i transportowych An-178. Kolejna, An-188-110 będzie posiadała nowego typu silniki AI-28, również firmy Iwczenko-Progress oraz An-188-120, wyposażona w cztery silniki LEAP firmy CFM International. Samolot ma w zamyśle swoich producentów stanowić bezpośrednią konkurencje dla Airbus A400M. Wstępne zainteresowanie nową konstrukcją wyraziły Ukraina, Turcja i Zjednoczone Emiraty Arabskie.